# 中國載人航天工程辦公室
中国载人航天工程办公室（921工程办公室），位于北京市，成立于1993年6月，是中央军事委员会装备发展部下属正军级办公室，是管理中国载人航天工程的专门机构。

## 沿革
1992年9月21日，中国共产党中央委员会总书记江泽民主持中共中央政治局常委会会议，批准中国载人航天工程（代号“921工程”）按“三步走”发展战略实施：
1. 第一步，“发射载人飞船，建成初步配套的试验性载人飞船工程，开展空间应用实验”；
2. 第二步，“突破航天员出舱活动技术、空间飞行器的交会对接技术，发射空间实验室，解决有一定规模的、短期有人照料的空间应用问题”；
3. 第三步，“建造空间站，解决有较大规模的、长期有人照料的空间应用问题。”[4]（2010年9月25日，中共中央政治局常委会会议批准《载人空间站工程实施方案》，正式启动载人空间站工程。[4]）

中国载人航天工程按照行政、技术两条指挥线组织开展研制、建设工作，设中国载人航天工程总指挥、总设计师（简称“两总”）联席会议制度。中国载人航天工程总指挥、总设计师联席会议研究决定中国载人航天工程实施过程中的重要问题，重大决策报中华人民共和国国务院批准后实施。中国载人航天工程总指挥、副总指挥分由中国人民解放军总装备部、中华人民共和国工业和信息化部、中国科学院、中国航天科技集团公司领导担任；中国载人航天工程总设计师、副总设计师由技术专家担任。
中国载人航天工程实行专项管理机制，设“中国载人航天工程办公室”，代表中国政府行使管理职能。中国载人航天工程办公室是统一管理载人航天工程的专门机构和组织指挥部门，也是中国载人航天工程总指挥、总设计师和重大专项领导小组的办事机构。中国载人航天工程办公室对内行使工程管理职能，在中国载人航天工程总指挥、总设计师直接领导下，按照中国载人航天工程总指挥、总设计师联席会议的决定，对中国载人航天工程进行全系统、全过程的管理，统筹协调中国载人航天工程各部门、各系统开展研制建设和试验任务，在技术方案、科研计划、条件保障、质量控制、运营管理上实施全方位、全过程、全寿命的组织管理。中国载人航天工程办公室对外代表中国政府与世界其他国家和地区的航天机构和组织进行载人航天国际合作与交流。
中国载人航天工程办公室原隶属中国人民解放军总装备部。在深化国防和军队改革中，2016年1月撤销中国人民解放军总装备部，组建中央军事委员会装备发展部。中国载人航天工程办公室转隶中央军委装备发展部。

## 机构设置
根据有关规定，中国载人航天工程办公室设置下列机构：
- 综合计划局
- 科研与质量局
- 应用与发展局
- 工程建设局
- 总体技术局

## 历任领导
| 中国载人航天工程办公室（921工程办公室）主任 1. 汪永肃 少将（1992年—1999年） 2. 谢名苞 少将（1999年—2004年） 3. 唐贤明 少将（2004年4月—2008年2月） 4. 王文宝 少将（2008年—2012年） 5. 王兆耀 少将（2012年3月—2015年3月） 6. 余同杰 少将（2015年3月—2018年4月） 7. 杨利伟 少将（2018年4月—2018年7月） 8. 郝淳 (2018年7月—) | 中国载人航天工程办公室（921工程办公室）副主任 - 舒昌廉 少将（1994年—1997年10月） - 林树 少将（？—？） - 宿双宁 少将（？—？） - 王兆耀 少将（？—2012年3月） - 杨利伟 少将（2010年5月—2018年4月） - 武平 少将（2012年3月—） - 郝淳（2018年4月—2018年7月） - 林西强（2018年7月—） |